# Scarabaeus puncticollis
Scarabaeus puncticollis är en skalbaggsart som beskrevs av Pierre André Latreille 1819. Scarabaeus puncticollis ingår i släktet Scarabaeus och familjen bladhorningar. Inga underarter finns listade i Catalogue of Life.

## Bildgalleri

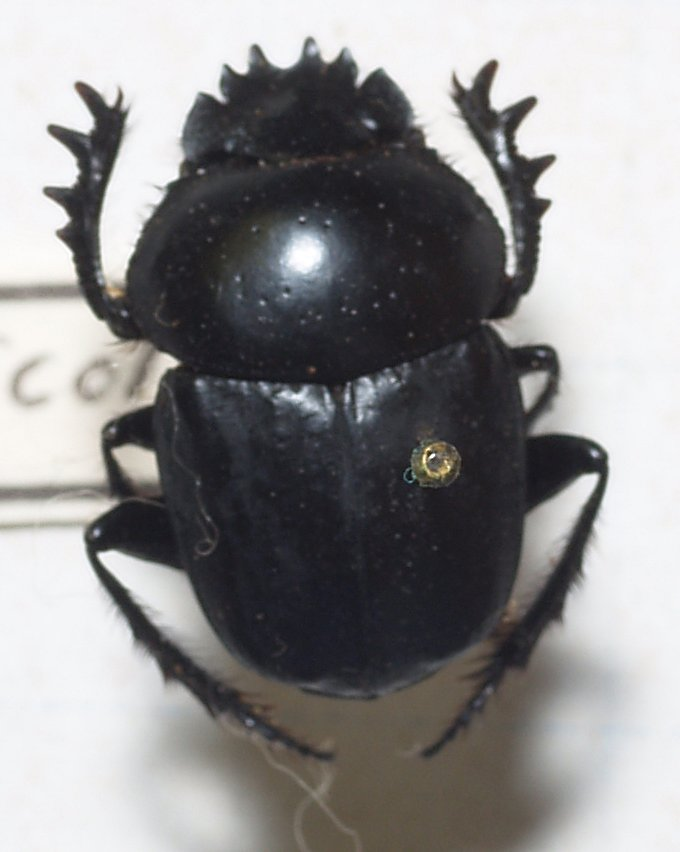